# Anne Rosine Noilly-Prat
Anne Rosine Noilly-Prat, född 1825, död 1902, var en fransk affärsidkare.  Hon blev efter sin fars död år 1865 ledare för likörföretaget Noilly Prat. Hon var också känd som filantrop. Hon tillhörde det andra kejsardömets större företagare. 